# Kathedrale von Santiago de Compostela

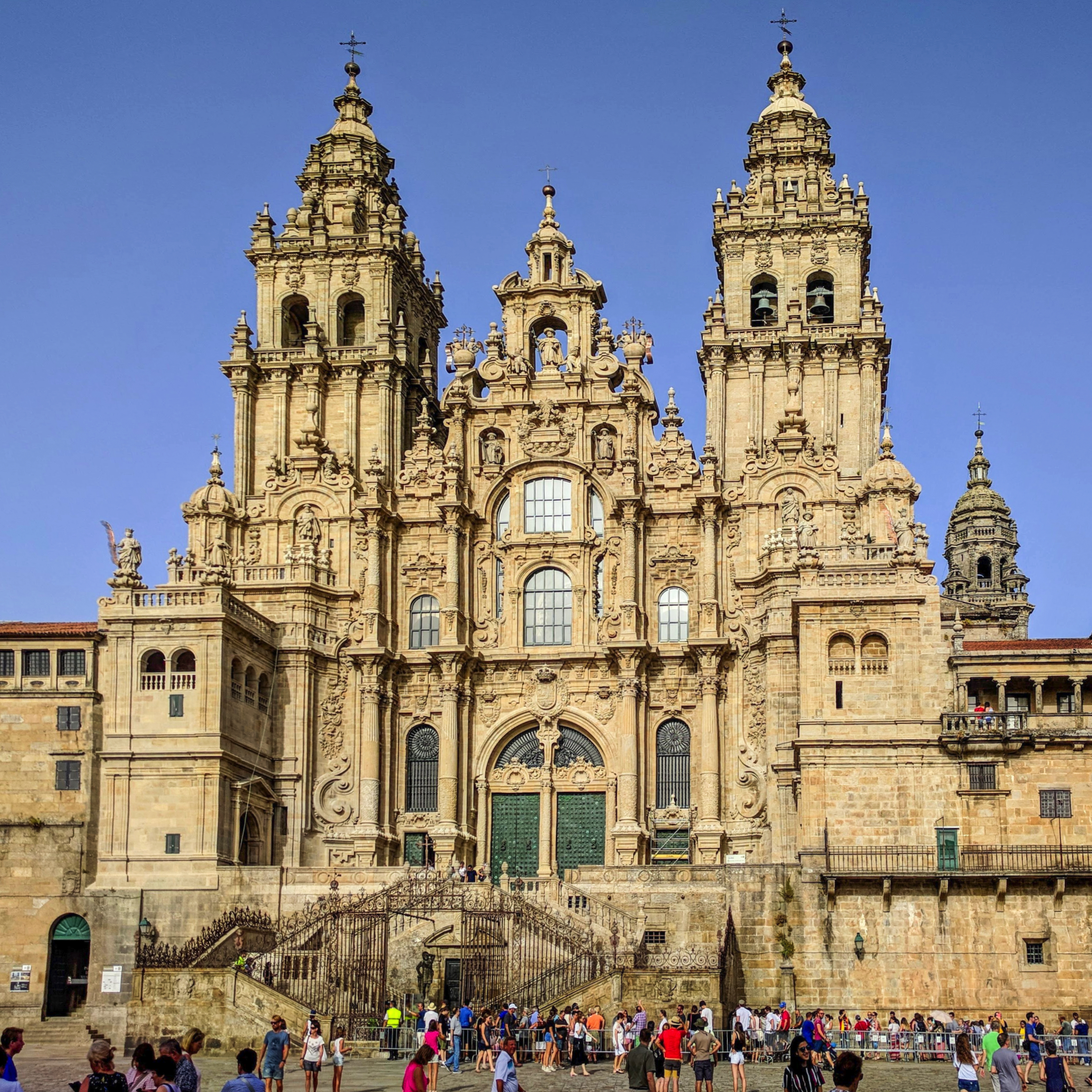
Westfassade der Kathedrale

Die Kathedrale von Santiago de Compostela in Spanien ist eine Kathedralkirche des Erzbistums Santiago de Compostela. Sie steht über einer Grabstätte, die dem Apostel Jakobus zugeschrieben wird, und ist Ziel des Jakobsweges. Durch die bischöfliche und päpstliche Anerkennung der aufgefundenen Gebeine als Reliquien des Jakobus gilt die Kathedrale von Santiago als Grabeskirche des Apostels Jakobus. Die armenische Jakobskathedrale in Jerusalem beansprucht aber, im Besitz des Schädels des Apostels zu sein.

## Architektur

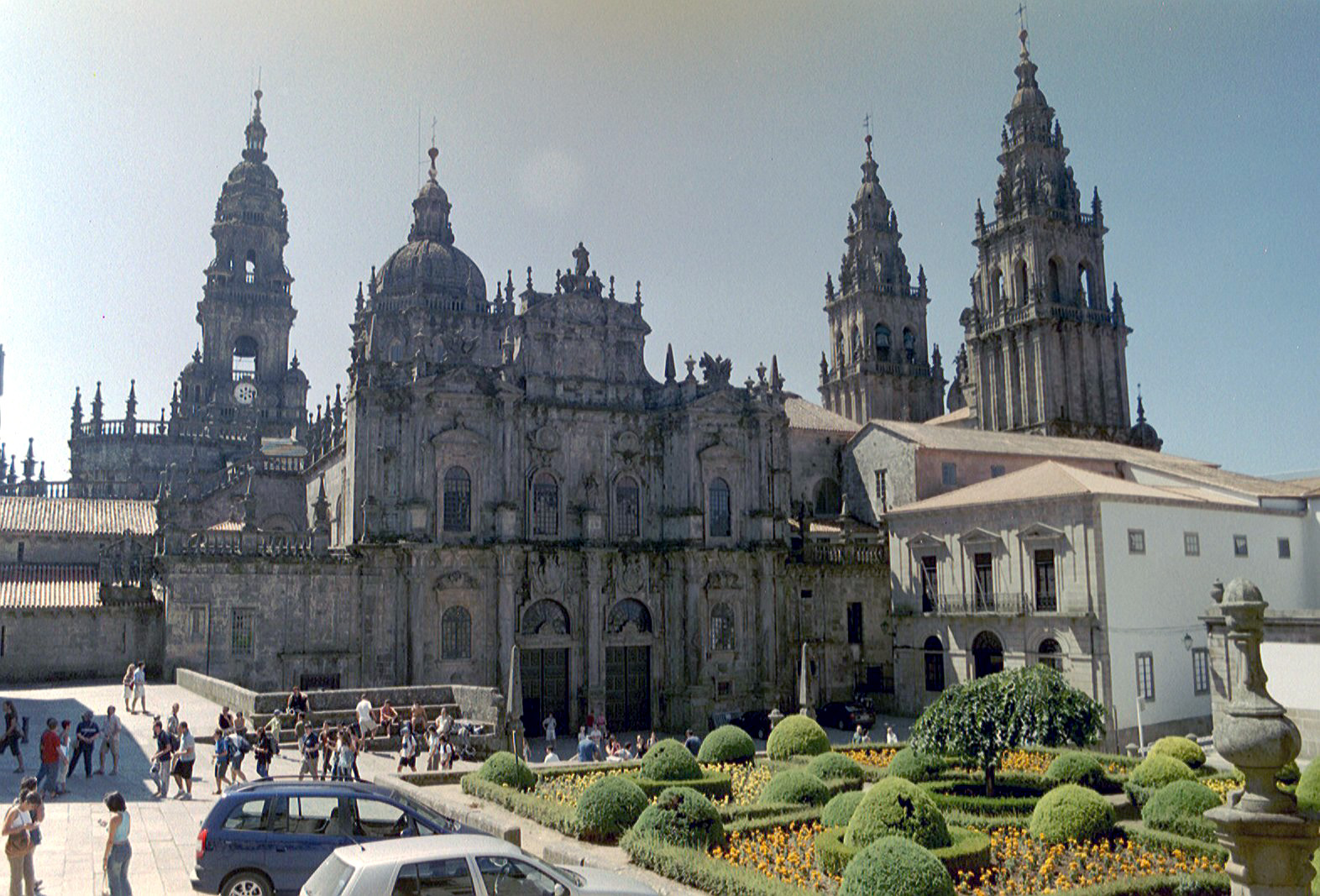
Nordfassade der Kathedrale

Der Kathedralbau begann 1075 unter der Herrschaft von Alfons VI. über den Resten einer älteren Kirche aus dem 8. Jahrhundert. 1120 wurde sie zum Sitz des ersten Erzbischofs des Erzbistums Santiago de Compostela Diego Gelmírez. Heute ist nur noch das romanische Südportal (Puerta de las Platerías) in der ursprünglichen Gestalt erhalten. Die zahlreichen Erweiterungen der Kathedrale führen mit dem barocken Westportal, der klassizistischen Nordfassade und den gotischen Kreuzgängen im Inneren mehrere Baustile zusammen. Die Grundfläche wurde dabei von ehemals 8.200 m² auf 23.000 m² erweitert.
Betritt man den Dom vom Obradoiro-Platz aus, über die doppelte Treppe, begegnet man im Eingang des Westportals (Fachada del Obradoiro) als Erstes einem der bedeutendsten Kunstschätze der Kathedrale: dem Pórtico de la Gloria. Er wurde von Maestro Mateo und seiner Werkstatt bis 1188 geschaffen. Das mit Skulpturen ausgestattete Portal gilt als künstlerisches Meisterwerk.
Durchschreitet man den Pórtico, fällt der Blick durch das insgesamt fast 100 m lange, 8,5 m breite und fast 20 m hohe Mittelschiff auf den gegenüberliegenden prächtigen Hauptaltar, der über dem Grab des Apostels errichtet wurde. Die Westfassade entsprach sowohl der barocken Lust nach Üppigkeit als auch der Notwendigkeit, den seit fast sechs Jahrhunderten seine Farbe verlierenden Pórtico de la Gloria vor den Unbilden der Witterung zu schützen.
An den Seiten der Westfassade erheben sich die etwa 75 m hohen Türme, von denen der südliche (rechts) nach seiner Funktion Glockenturm („Torre de las Campanas“) und der nördliche (links) „Torre de las Carracas“ genannt wird – nach den Klappern oder Knarren, mit denen in der Karwoche („semana santa“) das Läuten der Glocken ersetzt wird. Im Mittelgiebel erhebt sich das Standbild des Apostels Jakobus in einer Darstellung als Pilger. Zu seinen Seiten und etwas unterhalb begleiten ihn seine Schüler Atanasius und Theodor.
1985 wurde die Altstadt von Santiago de Compostela – und damit auch die Kathedrale – zum UNESCO-Weltkulturerbe erklärt. Das Bild der Kathedrale schmückt die kleinen Euro-Cent-Münzen aus Spanien. Die Kathedrale ist als Modell auch im Mini-Europa-Park in Brüssel als ein Stellvertreter für Spanien nachgebildet.

## Ausstattung

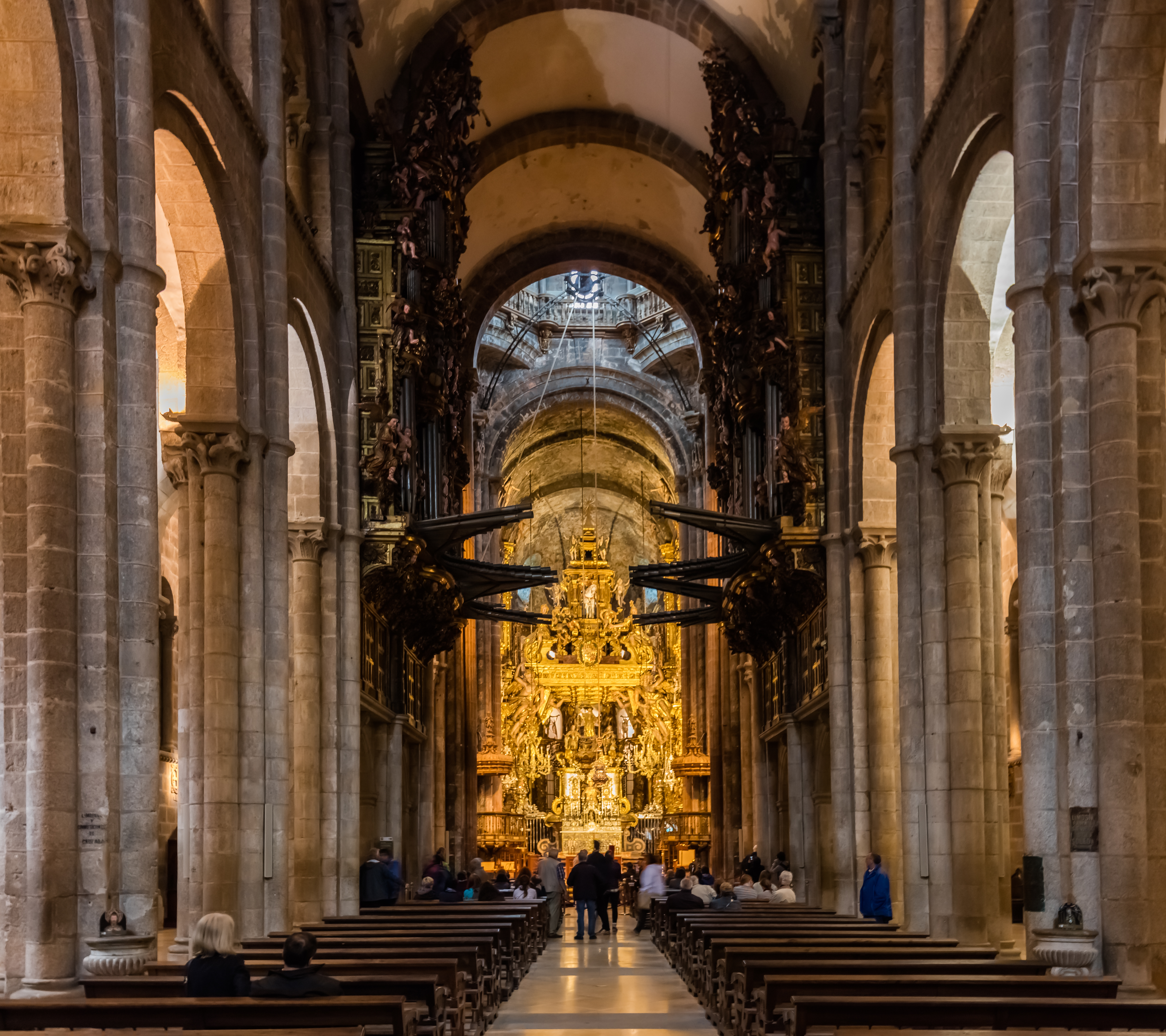
Innenansicht vom Mittelschiff in Richtung Chorraum. Die hereinragenden Stäbe sind Orgelpfeifen.

### Hochaltar
Der Hochaltar ist von einem vergoldeten Baldachin überfangen. Im Zentrum des Retabels befindet sich eine lebensgroße, sitzende Figur des hl. Jakobus d. Ä., deren Schulterumhang reich u. a. mit mehreren Jakobsmuscheln verziert ist. Rechts vom Altar führt eine Treppe hinter dieser Figur nach oben, wo Pilger deren Schulter von hinten umarmen und folgenden Dank sprechen können: «¡Gracias amigo Santiago, hermano Santiago, por ayudarme a llegar hasta aquí! ¡Gracias por tu persona, por tu compañía, por tu testimonio, por tu legado!» (spanisch, deutsch: „Danke, lieber Freund und Bruder Jakobus, dass du mir geholfen hast, hier anzukommen. Danke für deine Person, für deine Begleitung, für dein Zeugnis, für dein Vermächtnis.“)

### Krypta
Unter dem Hochaltar befindet sich die Krypta mit dem eigentlichen Ziel des Jakobswegs, einem silbernen Schrein, der die Gebeine des Apostels Jakobus beinhalten soll (vgl. Kontroversen um die spanische Jakobuslegende). Des Weiteren wird in der Krypta unter anderem ein auf das Jahr 874 datiertes goldenes Kruzifix verehrt, in das ein Splitter des Wahren Kreuzes eingearbeitet worden sein soll. Der Eingang zur Krypta befindet sich links hinter dem Hochaltar. Im Oktober 2021 war sie nur vom Außenzugang an der Ostseite der Kathedrale zu erreichen.

### Pórtico de la Gloria

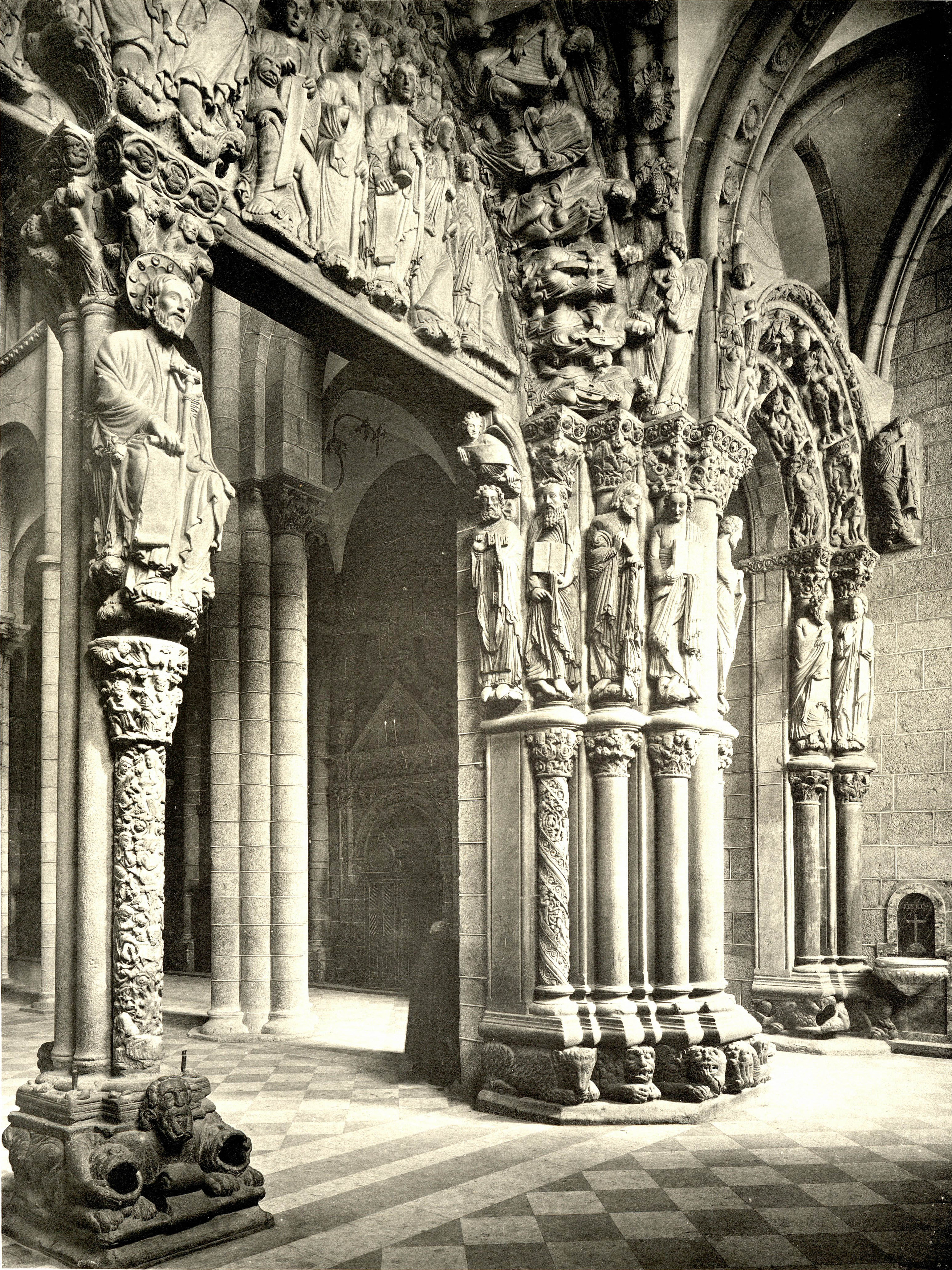
Pórtico de la Gloria, Heliographie 1889

Das dreiteilige Hauptportal der Kathedrale im Westen, wurde vom Baumeister Maestro Mateo im 12. Jahrhundert gestaltet. Sein ikonographisches Programm ist stark von der Offenbarung des Johannes beeinflusst. So steht im Zentrum des mittleren Bogens Christus sowohl als Erlöser und als auch als Richter. An den am Kreuz gestorbenen Erlöser erinnern die Wundmale der Kreuzigung an Händen und Füßen sowie an seiner rechten Seite. Die rechts und links angeordneten Engel tragen dementsprechend Attribute der Passion: Säule, Kreuz, Dornenkrone, Nägel, Lanze, Kreuzesinschrift, Wasserkrug des Pontius Pilatus, Peitsche und ein weiteres Folterinstrument, Rohr mit Essigschwamm. Um Christus herum angeordnet sind Statuen der vier Evangelisten (Offb 4,6–8 ). Sie nutzen – mit Ausnahme des Evangelisten Matthäus – das ihnen zugeordnete Evangelistensymbol als Schreibunterlage. Die Archivolte stellt die 24 Ältesten mit ihren Instrumenten dar. Sie bereiten ihre Instrumente und schauen dabei einander an. Rechts und Links von Christus und den Evangelisten im zentralen Bogen befinden sich die Erlösten in langen Gewändern (Offb 3,5 ) und mit Kronen (Offb 2,10 ) ausgestattet. 

### Botafumeiro
Zu hohen Feiertagen oder auf Bestellung wird der berühmte Botafumeiro durch das Querschiff geschwenkt. Es handelt sich dabei um ein etwa 1,60 m großes Weihrauchfass, das an einem etwa 66 m langen Seil von der Decke hängt, nach dem Hochamt von acht Männern in Bewegung gesetzt und bis hoch unter die Decke geschwungen wird. Außer seiner üblichen Funktion in der Liturgiefeier diente der Botafumeiro dazu, den Geruch der Pilger zu neutralisieren, welche nach ihrer Wallfahrt auf dem Jakobsweg eine ganze Nacht wachend und betend in der Kathedrale verbrachten.

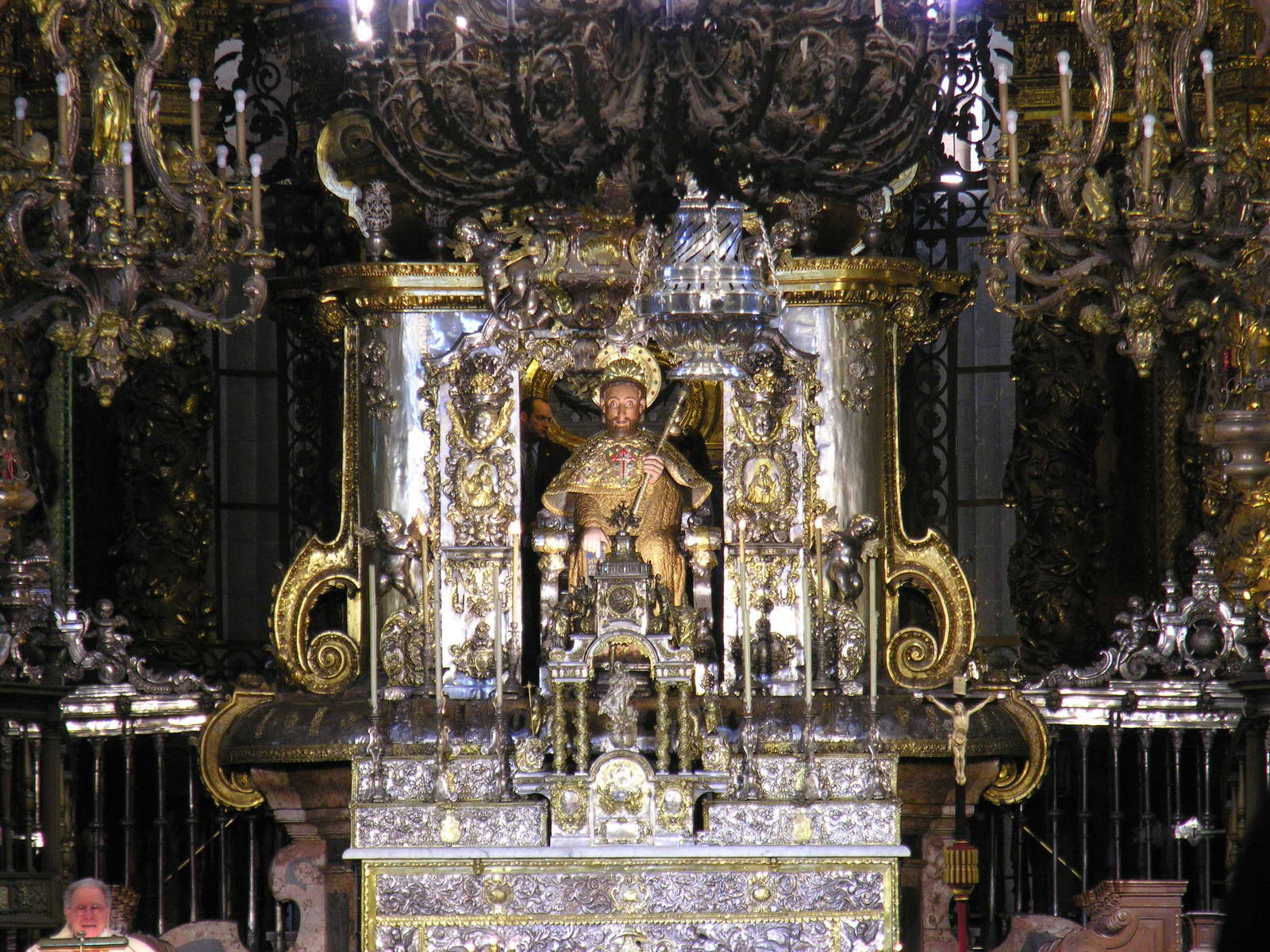
Detail des Hochaltars
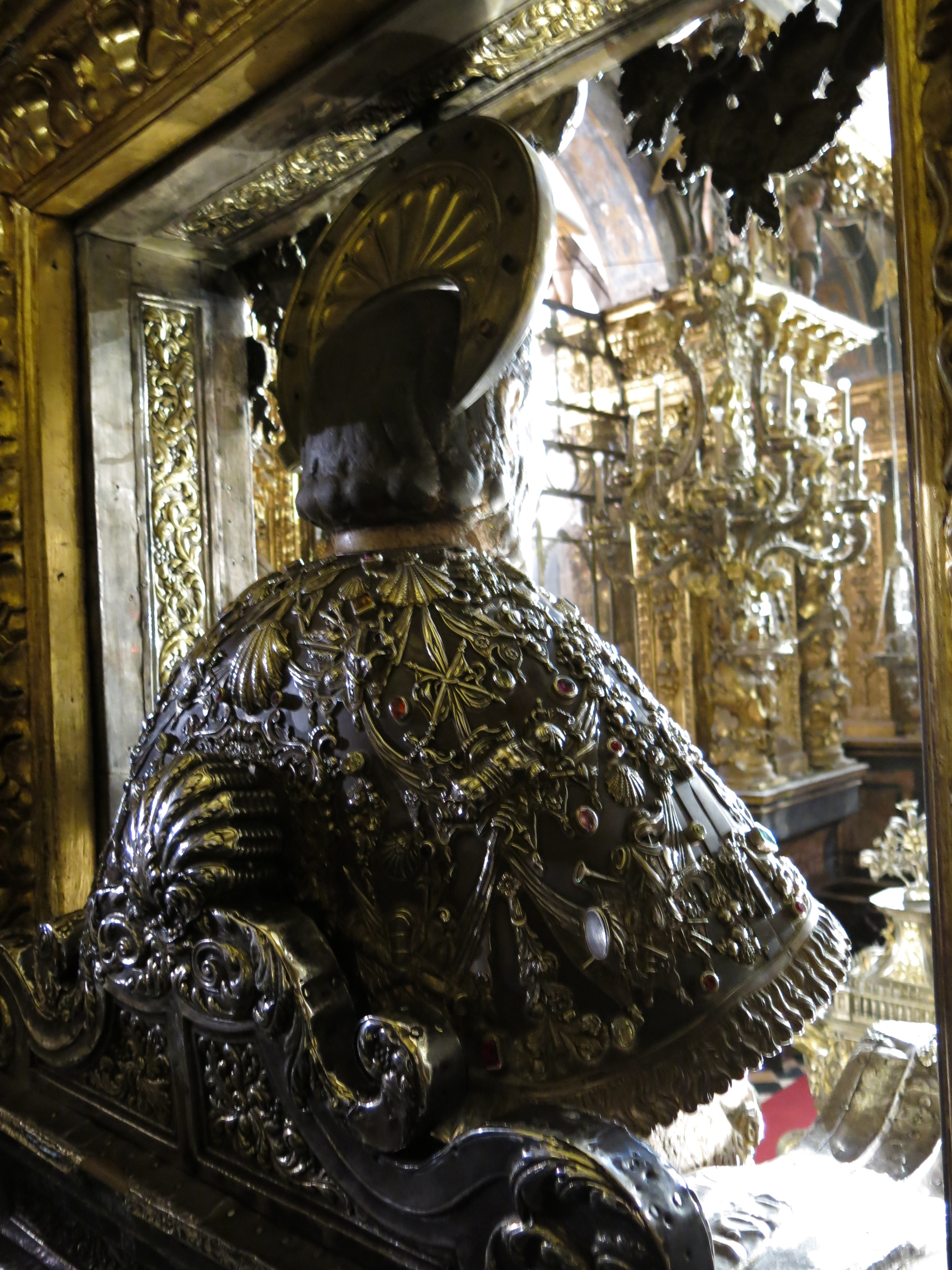
Rückseite der sitzenden Jakobusfigur am Hochaltar
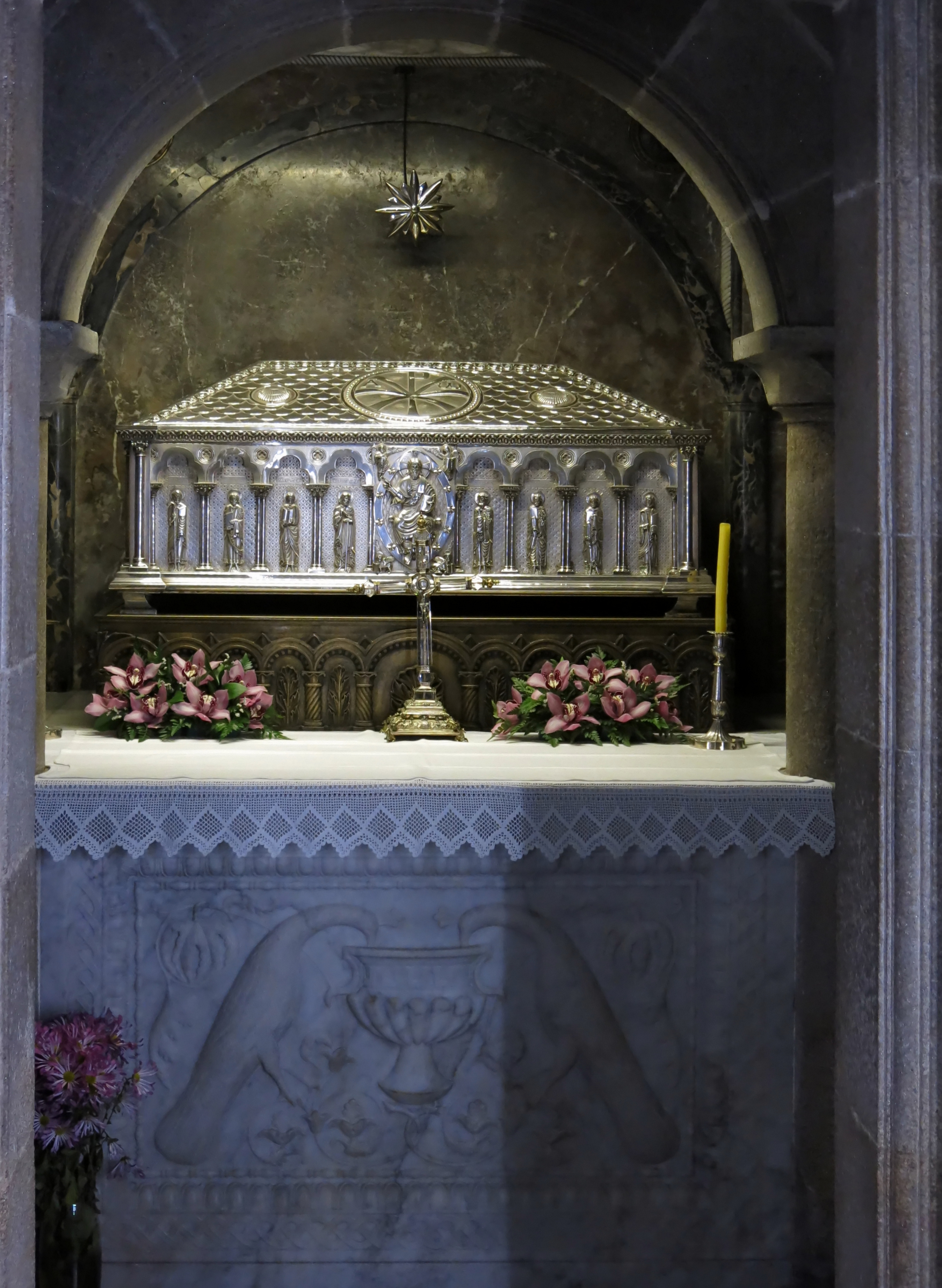
Reliquienschrein in der Krypta
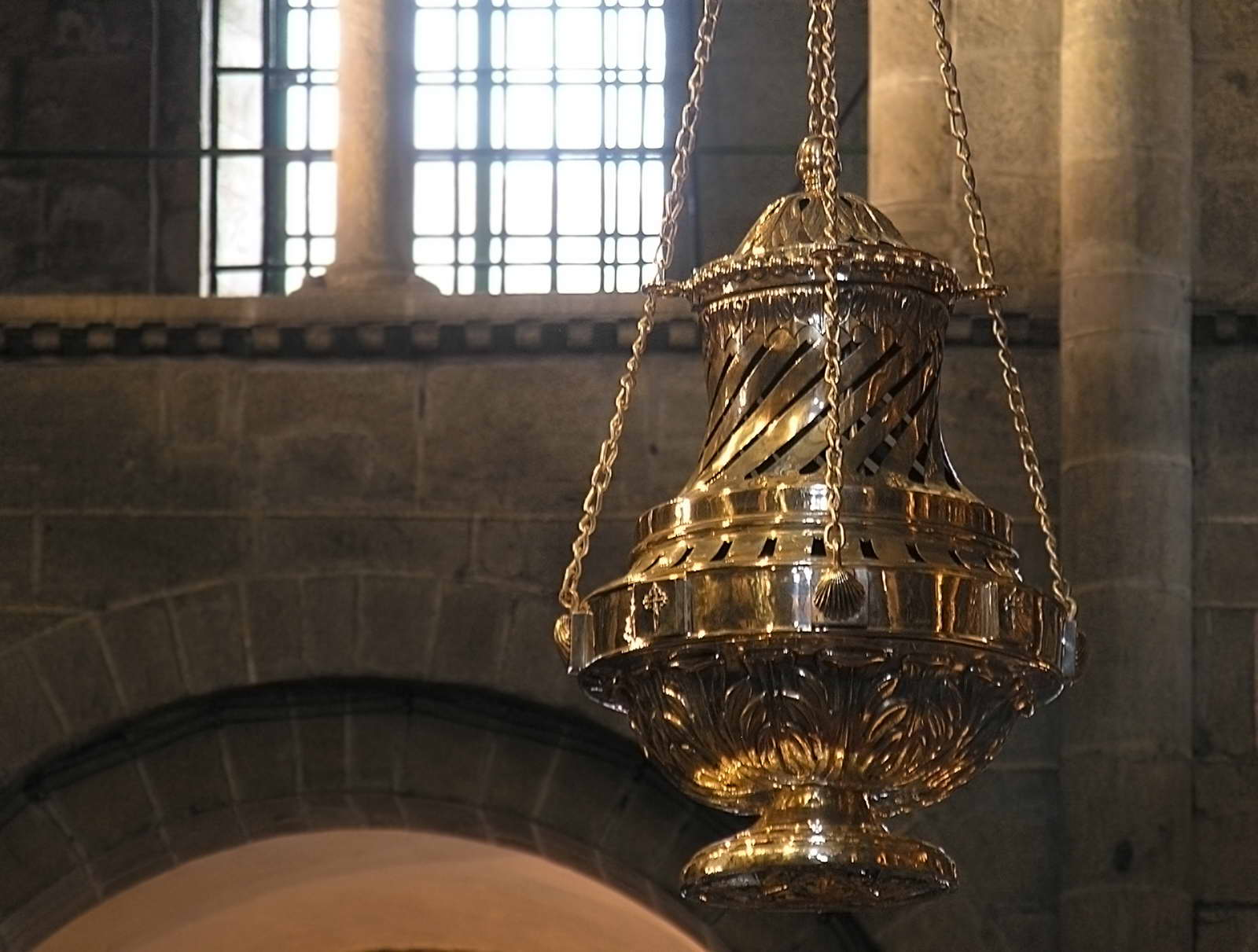
Der Botafumeiro

## Orgel

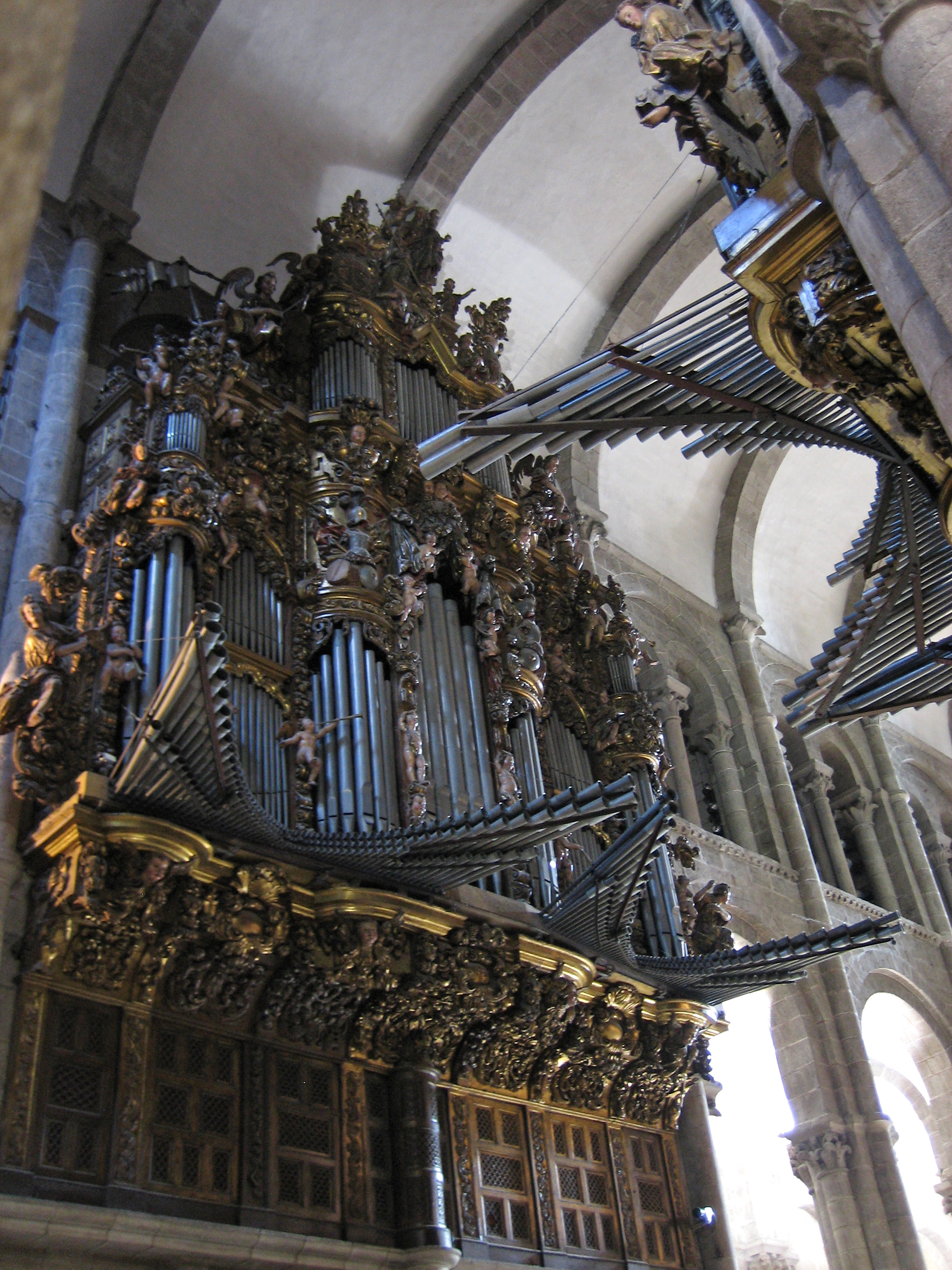
Südlicher Orgelprospekt. Gut zu sehen die waagrecht in das Mittelschiff ragenden Orgelpfeifen

Die Orgel der Kathedrale von Santiago wurde in den Jahren 1977–1978 von der Orgelbaufirma Mascioni (Italien) in dem historischen Orgelgehäuse von Manuel de las Viñas aus den Jahren 1704–1712 erbaut. Dabei fand das Pfeifenmaterial der Vorgängerorgeln Wiederverwendung. Das Instrument hat 59 Register auf drei Manualen und Pedal. Die Trakturen sind elektromagnetisch.
| I Positivo C–c4 |                   |        |
| 01.             | Principal         | 08′    |
| 02.             | Flautado chimenea | 08′    |
| 03.             | Flauta            | 04′    |
| 04.             | Sesquiáltera      | 02 ⁄3′ |
| 05.             | Quincena          | 02′    |
| 06.             | Decinovena        | 01 ⁄3′ |
| 07.             | Veintidosena      | 01′    |
| 08.             | Címbala II        | 04′    |
| 09.             | Trompeta Real     | 08′    |
| 10.             | Cromorno          | 08′    |
|                 | Trémolo           |        |

| II Gran Organo C–c4 |                 |        |
| 11.                 | Principal       | 16′    |
| 12.                 | Bordón          | 16′    |
| 13.                 | Principal       | 08′    |
| 14.                 | Flautado        | 08′    |
| 15.                 | Flauta          | 08′    |
| 16.                 | Octava          | 04′    |
| 17.                 | Flauta Chimenea | 04′    |
| 18.                 | Docena          | 02 ⁄3′ |
| 19.                 | Quincena        | 02′    |
| 20.                 | Decinovena      | 02′    |
| 21.                 | Veintidosena    |        |
| 22.                 | Veintiseisena   |        |
| 23.                 | Veintinovena    |        |
| 24.                 | Lleno IV        | 01 ⁄3′ |
| 25.                 | Corneta V       | 08′    |
| 26.                 | Trompeta Magna  | 16′    |
| 27.                 | Trompeta Real   | 08′    |
| 28.                 | Trompeta        | 08′    |
| 29.                 | Clarín          | 04′    |

| III Recitativo C–c4 |                    |         |
| 30.                 | Quintadena         | 16′     |
| 31.                 | Principal          | 08′     |
| 32.                 | Bordón             | 08′     |
| 33.                 | Viola da gamba     | 08′     |
| 34.                 | Octava             | 04′     |
| 35.                 | Flauta             | 04′     |
| 36.                 | Lleno V            | 02′     |
| 37.                 | Nazardo            | 02 ⁄3′  |
| 38.                 | Flautín            | 02′     |
| 39.                 | Flauta diecisetena | 01 3⁄5′ |
| 40.                 | Voz celeste        | 08′     |
| 41.                 | Fagot              | 16′     |
| 42.                 | Trompeta Real      | 08′     |
| 43.                 | Clarín             | 04′     |
|                     | Trémolo            |         |

| Pedal C–g1 |           |         |
| 44.        | Contras   | 16′     |
| 45.        | Subbajo   | 16′     |
| 46.        | Bordón    | 16′     |
| 47.        | Quinta    | 10 2⁄3′ |
| 48.        | Bajo      | 08′     |
| 49.        | Principal | 08′     |
| 50.        | Bordón    | 08′     |
| 51.        | Quinta    | 05 1⁄3′ |
| 52.        | Octava    | 04′     |
| 53.        | Flauta    | 04′     |
| 54.        | Lleno VI  | 02 ⁄3′  |
| 55.        | Bombarda  | 16′     |
| 56.        | Fagot     | 16′     |
| 57.        | Trompeta  | 08′     |
| 58.        | Fagot     | 08′     |
| 59.        | Clarín    | 04′     |

- Koppeln:
  - Normalkoppeln: III/I, I/II, III/II, I/P, II/P, III/P,
  - Superoktavkoppeln: I/I, III/I, I/II, II/II, III/II, III/III, I/P, II/P, III/P
  - Suboktavkoppeln: I/I, I/II
- Spielhilfen: Elektronische Setzeranlage, diverse Absteller.